# Лугинов, Николай Алексеевич
Николай Алексеевич Лугинов (род. 14 августа 1948, с. Тыайа, Кобяйский улус, Якутская АССР) — якутский российский писатель, драматург и сценарист, член Союза писателей СССР с 1979 года. Народный писатель Якутии, заслуженный деятель искусств Якутии.
Окончил физико-математический факультет Якутского государственного университета, Высшие литературные курсы при Литературном институте им. А.М. Горького. Ряд лет преподавал математику в средних школах, работал инструктором Якутского ОК ВЛКСМ.
Является директором Литературного музея им. П. А. Ойунского, сопредседателем правления Союза писателей России, вице-президентом Академии духовности Республики Саха.
Живёт и работает в Якутске.
Первые публикации прошли в журнале «Хотугу сулус» в 1974 году. Уже через два года вышла первая книга рассказов.
В 2009 году по книге Николая Лугинова «По велению Чингисхана» был снят фильм «Тайна Чингис Хаана».

## Литературное творчество
- Кэпсээннэр. - Дьокуускай: Кини- гэ изд-вота, 1976. - 80 с.
- Сэргэлээххэ: Сэһэн. - Дьокуускай: Кинигэ изд-вота, 1978. - 176 с.
- Нуоралдьыма чараҥар: Сэһэн,- Дьокуускай: Кинигэ изд-вота, 1979,- 64 с.
- Мэндиэмэннэр: Роман. - Дьокуускай: Кинигэ изд-вота, 1980. - 200 с.
- Түһүлгэ: Сэһэн. - Дьокуускай: Кинигэ изд-вота, 1981. - 104 с.
- Таас тумус: Сэһэннэр. - Дьокуускай: Кинигэ изд-вота, 1984. - 222 с.
- Сэбирдэх уута: Сэһэннэр. - Дьокуускай: Кинигэ изд-вота, 1986. - 224 с.
- Үрдук арыылар: Сэһэннэр, пьеса. — Дьокуускай: Кинигэ изд-вота, 1988. - 216 с.
- Халлаан хараҕата: Сэһэннэр, драма, кэпсээн. — Дьокуускай: Кинигэ изд-вота, 1992. - 256 с.
- Чыҥыс-Хаан ыйааҕынан: Роман. - Дьокуускай: Бичик, 1997. - Ч. 1. - 348 с.
- Кустук: Сэһэн. - Дьокуускай: ЯГУ, 1999. - 22 с.
- Улуу Хууннар : [сэһэннэр] / Лугинов Н.А. ; [Дь.Бойтунов уруһуйдара] : Сир саҕалаах, дойду кытыылаах. - Дьокуускай : Бичик, 2010. - 208 с. ; 20 см.
- Роща Нуоралджыма: Повесть: Для сред, и ст. школ, возраста. - М.: Дет. лит., 1981. - 109 с.
- Песня белых журавлей: Повесть, рассказ / Автор из. пер. С.Шуртокова. - М.: Мол. гвардия, 1982. - 80 с.
- Песня белых журавлей: Повести и рассказы. - М.: Мол. гвардия, 1985. - 223 с.
- Дом над речкой: Повести и рассказы. - М.: Современник, 1988. - 284 с.
- По велению Чингис хана: Роман / Пер. с якут. В.Карпова, Н.Шипилова. - М.: Современный писатель, 1998. - Кн. 1. - С. 288 с.
- По велению Чингисхана : Роман; Кн.1 и 2 / Лугинов Н.А. ; Пер. с якут. КарповаВ. Шипилова Н. - М. : Сов.писатель, 2001. - 608с. ; 20 см. - ISBN 5-265-06189-4
- По велению Чингисхана : роман, кн. 1-3 / Николай Лугинов ; [пер. с якут. П. Краснова, В. Карпова, Н.Шипилова ; ил. Д. А. Бойтунова ; лит. ред. И. И.Иннокентьев]. - Якутск : Бичик, 2014. - 1022, [2] с. :ил., портр. ; 22 см.
- По велению Чингисхана : роман : кн. первая и вторая / Николай Лугинов ; [пер. с якут. В. Карпова и Н. Шипилова ; худож.: Бойтунов Д. А., Тихонов М. П.]. - М. : Сов. писатель, 2001. - 606, [2] с. : ил. ; 21 см.
- Хуннские повести / Николай Лугинов ; (пер. на рус.яз. П. Краснова ; лит. ред. И. И. Иннокентьев ; худож.Дь. Бойтунов ; авт. предисл. В. Карпов). - Якутск :Бичик, 2011. - 237, [2] с. : ил., портр. ; 20 см.

## О жизни и творчестве
- Биобиблиографический указатель / Нац. б-ка Респ. Саха (Якутия), Отд.ретросп. нац. и краевед. библиогр. ; [сост.: Н. М.Прокопьева ; ред. Л. И. Кондакова ; отв. за вып. Г. Ф.Леверьева]. - Якутск : НБ РС(Я), 2013. - 65 с. ; 2013
- Н.А.Лугиновка "Саха республикатын народнай суруйааччыта" бочуоттаах ааты иҥэрэр туһунан Саха республикатын Президенин ыйааҕа.1998 с. атырдьах ыйын 14 к. // Чолбон. - 1998. - № 8. - С. 93.
- Антонов Н. Николай Лугинов "Чыныс Хаан ыйааҕынан" кинигэтин туһунан // Чолбон. - 1998. - № 4. - С. 95-96.
- Бондаренко В. Нить жизни // Слово русской критики о якутской литературе. - Якутск, 1986. - С. 137-139.
- Бурцев А. Диалог о высоком, добром и вечном // Диалог. - 1990.- № 9-10. - С. 55-61.
- Васильева Д.Е. На подступах к новой действительности // Васильева Д.Е. Связь времен. - Якутск, 1991. - С. 101-107.
- Васильева Д.Е. Урдук ситиһии- урдук итэҕэл // Чолбон. - 1999. - № 5. - С. 84-87.
- Васильева Д. Эрэлбит улахан // Чолбон. - 1998. - № 8. - С. 94-95.
- Дементьев В. О тех, кого ждали // Мол. гвардия. - 1988. - № 11. - С. 258-262.
- Мыреева А. Все вокруг живое: Человек и природа в повестях Н.Лугинова // Поляр, звезда. - 1999.-№ 1. - С. 46-48.
- Огрызко В. Родину не выбирают // Мир Севера. - 1998. - № 5-6.-С. 49-50.
- Слепцов П.А., Владимиров И.И. Тылга болҕомтону // Хотугу сулус.-1989. - № 7. - С. 90-95.
- Тарасов С. Урдук анал туһунан үйэлээх өйдөбүл: Н.А. Лугинов 50 caahын туолуутугар // Чолбон. - 1998. - № 8. - С. 92-93.
- Егоров А., Протодьяконов В., Павлова В. Писатели Якутии: Био-библиогр. справочник. - Якутск: Кн. изд-во, 1981. - С. 143.
- Кириллин Д.В., Павлова В.Н., Шевков С.Д. Писатели земли Олонхо: Биобиблиогр. справочник. - Якутск: Бичик, 1995. - С. 179.
- Харитонов П. 50 лет со дня рождения Н.А. Лугинова // Якутия - 1998: Календарь знаменательных и памятных дат. - Якутск, 1997. - С. 59-63.
- Пермякова Т.Н. Концепция человека и действительности в социально-психологической повести Николая Лугинова "Таас Тумус" // Вестник СВФУ, 2010, т. 7, №4, с. 126-129

## Награды и звания
- Международная литературная премия "Алжир на перекрестках культур" (1986) за повесть "Таас Тумус", изданную на английском, французском и немецком языках.
- «Большая литературная премия России» Союза писателей России (2001) за роман «По велению Чингисхана»
- Заслуженный работник культуры Российской Федерации
- Народный писатель Якутии
- Почётный гражданин Республики Саха (Якутия) (2008)[5]
- Заслуженный деятель искусств Республики Саха (Якутия)
- Лауреат Государственной премии Республики Саха (Якутия) имени П.  А.  Ойунского за 2013 год[6]
- Лауреат литературной премии «Алаш» Республики Казахстан